# David William Steadman
David William Steadman (* 18. August 1951) ist ein US-amerikanischer Paläozoologe. Seine Forschungsschwerpunkte sind die Evolution, die Biogeographie, die Paläontologie und die Naturschutzbiologie tropischer und subtropischer Vögel.

## Leben
1973 graduierte Steadman zum Bachelor of Science in Biologie am Edinboro State College. 1975 erlangte er seinen Master of Science in Zoologie an der University of Florida. 1982 promovierte er zum Ph.D. in Geowissenschaften an der University of Arizona. Ab 1985 arbeitete er für zehn Jahre als Kurator für Wirbeltiere am New York State Museum. Zwischen 1995 und 2001 war er zunächst Assistenzkurator und später Gastkurator für Ornithologie am Florida Museum of Natural History. Von Mai 2001 bis August 2021 war er Kurator für Ornithologie am selben Museum. Von 2000 bis 2003 war er Professor bei der University of Florida Research Foundation.
1972 begann Steadman mit seiner Feldarbeit in der Neotropis. Insgesamt bereiste er alle Bundesstaaten der USA, etwa 40 weitere Länder und rund 150 Inseln im Pazifik und in der Karibik. Steadman verfasste mehr als 180 wissenschaftliche Artikel. Er beschrieb zahlreiche ausgestorbene Vogelarten, aber auch Reptilien- und Weichtierarten, darunter die Niue-Ralle, den Polynesischen Edelpapagei, den Huahine-Star, die Mangaia-Ralle, Gallirallus gracilitibia, Gallirallus roletti, Gallirallus epulare, die Mangaia-Salangane, das Krokodil Mekosuchus kalpokasi von der Insel Vanuatu sowie die subfossile Landschnecke Hotumatua anakenana von der Osterinsel.
Zu Steadmans Werken zählen The Plio-Pleistocene evolution of turkeys (aves: Meleagridinae) (1975), Galápagos Fossil birds, reptiles, and mammals from Isla Floreana, Galápagos Archipelago (1982), The origin of Darwin's finches (Fringillidae, Passeriformes) (1982), Holocene vertebrate fossils from Isla Floreana (1986), Galápagos - Discovery on Darwin’s Islands (1988), das von seinem Bruder Lee M. illustriert wurde und Extinction and Biogeography of Tropical Pacific Birds (2006), eine der umfangreichsten Zusammenstellungen ausgestorbener Vogelarten des Pazifiks.